# Phrygionis incolorata
Phrygionis incolorata là một loài bướm đêm trong họ Geometridae.